# 海绵宝宝 (角色)
海绵宝宝（英語：SpongeBob SquarePants），美国动画影集《海綿寶寶》主人公，由漫画家兼教育家史蒂芬·海伦伯格（Stephen Hillenberg）创作，汤姆·肯尼（Tom Kenny）配音，首见于《海绵宝宝》1999年5月1日的電視試播片兼第一集分段《急征店员》。
截至2020年的电影《海綿寶寶：奔跑吧》，海绵宝宝已成为尼克电影的吉祥物，并用於它们的某些標誌中。

## 角色概述
海绵宝宝是一个黄色海绵，和宠物小蜗住在海底城市比奇堡的鳳梨屋里，爱好是抓水母，和珊迪学习空手道，以及吹泡泡。他和邻居章鱼哥一起在蟹老板的快餐店“蟹堡王”工作。蟹老板贪婪无比，但心地善良，很喜欢海绵宝宝。
海绵宝宝最要好的朋友是派大星，他们经常在一块玩耍。他以为章鱼哥喜欢和他待在一起，但其实在绝大多数场合下，章鱼哥都十分讨厌海绵宝宝。海绵宝宝最大的目标是从泡芙阿姨的驾驶学校考到驾照，但他在船上的时候，总是会感到惊慌，导致撞船。
動畫作者史蒂芬·海倫伯格在2005年被問到海綿寶寶是否為LGBTQ+族群一員，他表示：「我們從沒認定他們（海綿寶寶和派大星）是同性戀，我反倒覺得他們更接近無性戀者。我們只是希望能帶來一點趣味，而這議題跟節目一點關係都沒有。」尼克頻道在2020年同志驕傲月（Pride Month ）透過Twitter發文寫道：「Celebrating #Pride with the LGBTQ+ community and their allies this month and every month.」。

## 创作过程

### 想法

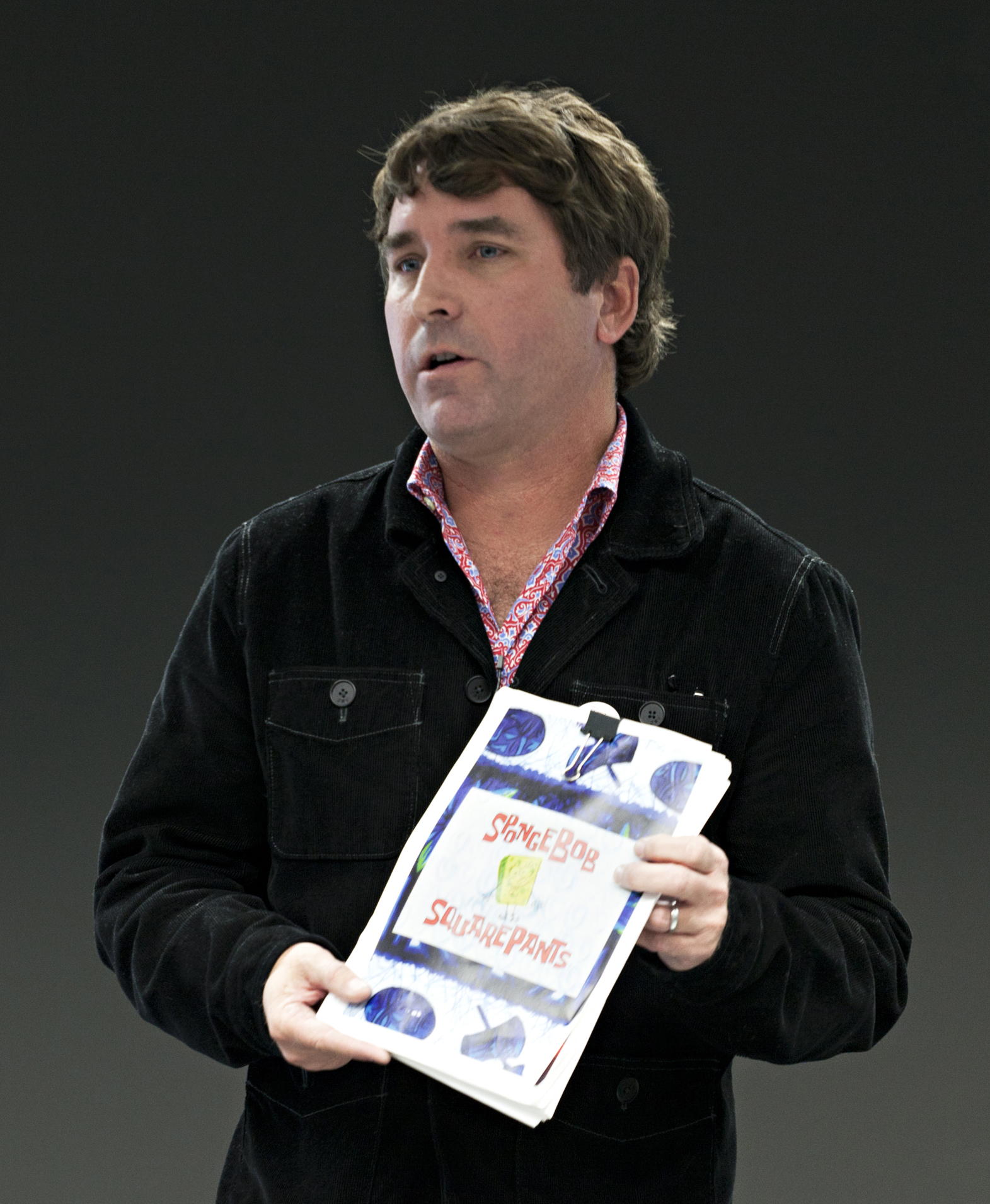
史蒂芬·海倫伯格，海绵宝宝创作者

史蒂芬·海倫伯格孩童时期便着迷于海洋。读大学时，他研究海洋生物学，辅修艺术。1984年毕业后，他加入美国加利福尼亚州达纳角海洋学院，该组织旨在向公众传播海洋学和航海史相关知识。在此期间，他有了个想法：创作一部名为《潮間帶》（The Intertidal Zone）的漫画。漫画的主人公是“海绵鲍勃”（Bob the Sponge），长得不像现在的海绵宝宝，而是像一只真正的海绵。1987年，海倫伯格离开海洋学院，从事动画行业。
海伦伯格在加州藝術學院学了几年实验动画，后来在一次动画节上遇到乔·默里。乔·默里便让他担任《洛可的摩登生活》的导演。其间，海伦伯格遇到了作家馬丁·奧爾森，他看了《潮间带》以后，表示很喜欢这一想法，建议海伦伯格创作一系列海洋动物的动画。海伦伯格便决定创作《海绵宝宝》。
《洛可的摩登生活》於1996年播畢。其后不久，海伦伯格便开始创作《海绵宝宝》。有些角色取自他的漫画，比如海星、螃蟹和海绵。当时的动画一般都有两个主角，海伦伯格则认为，他的作品里只要一个主角。他所以选海绵作主角，因为海绵是“最奇怪的动物”。角色名字则取自“海绵鲍勃”，叫“海绵男孩”（SpongeBoy）。

### 设计
海伦伯格一开始把海绵宝宝画成头戴绿底红色帽，身穿白色商务衫，外加一条领带的孩子，后来慢慢有了现在看到的棕色裤子。1997年配音时，尼克國際兒童頻道法律部发现“海绵男孩”这一名字已被用于一款拖把，不得不改名。海伦伯格表示，角色名字中必须含有“海绵”（sponge），不然观众会把他误认为奶酪。最终，海伦伯格将它改名为“海绵鲍勃”（SpongeBob），另外由其方形取姓“方裤裤”（SquarePants）。

根据海绵宝宝的驾照，他的生日应该是1986年7月14日。海伦伯格开玩笑说，用“海绵年”来计算，海绵宝宝已经50岁了。海伦伯格称，海绵宝宝其实并没有具体的年龄，但他已足够年长，可以独立生活，还能上驾驶学校。此外，尼克國際兒童頻道要求片中角色必须要上学，所以海伦伯格让海绵宝宝上驾驶学校。

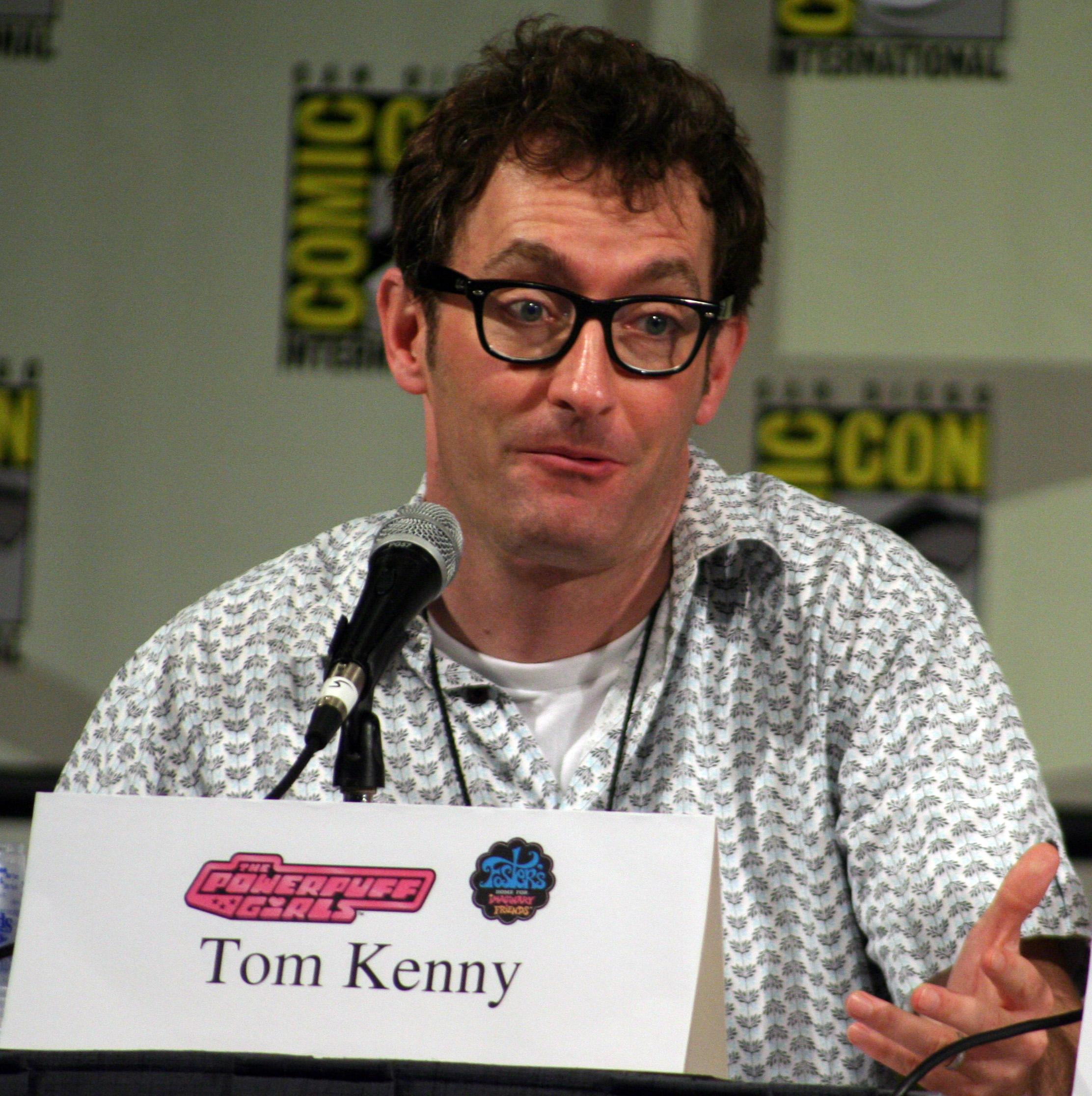
汤姆·肯尼，海绵宝宝配音者

海伦伯格创作出《海绵宝宝》后，便找到资深配音演员汤姆·肯尼（Tom Kenny）来配音。两人在制作《洛可的摩登生活》时曾有合作。

## 反响
海绵宝宝一角在孩子和成人中均很受欢迎。2010年6月，《娱乐周刊》将海绵宝宝评为“20年来100个最佳角色”之一。《电视指南》将海绵宝宝列入“有史以来50个最佳卡通人物”。此外，还有少量负面评价。AskMen将海绵宝宝列入“十大令人讨厌的90年代卡通人物”，排名第四，称其认真和好心的态度（earnest and well-meaning attitude）十分讨厌。
美国总统奥巴马2007年接受《电视指南》采访时，称海绵宝宝是他最喜欢的电视角色，曾和女儿一同观看。英国首相戈登·布朗表示，他曾与子女一起看《海绵宝宝》。

### 书籍
- Banks, Steven. . Schigiel, Gregg (Illustrator). Simon Spotlight/Nickelodeon. 2004-09-24. ISBN 978-0-689-86870-2.
- Neuwirth, Allan. . Allworth Press. 2003. ISBN 978-1-58115-269-2.